# Melanjski Vrh
Melanjski Vrh este o localitate din comuna Radenci, Slovenia, cu o populație de 28 de locuitori.